# Vieille-Chapelle
Vieille-Chapelle là một xã ở tỉnh Pas-de-Calais, vùng Hauts-de-France của Pháp.

## Địa lý
Vieille-Chapelle có cự ly khoảng 7 dặm (11,3 km) về phía đông bắc Béthune và 15 dặm (24,1 km) phía tây Lille, tại giao lộ của các tuyến đường D182 và D172. Sông Lawe chảy qua xã này.

## Dân số
| 1962                                                         | 1968 | 1975 | 1982 | 1990 | 1999 | 2006 |
| ------------------------------------------------------------ | ---- | ---- | ---- | ---- | ---- | ---- |
| 291                                                          | 323  | 324  | 466  | 681  | 697  | 726  |
| Số liệu điều tra dân số từ năm 1962: Dân số không tính trùng |      |      |      |      |      |      |

## Địa điểm nổi bật
- Dấu tích của lâu đài thời Trung cổ.
- Nhà thờ Notre-Dame, được xây lại sau đệ nhất thế chiến.